# Q-Zar

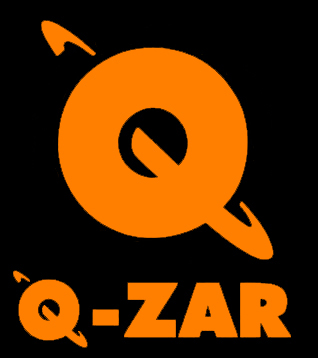
q-zar

Q-Zar (Quasar — в Великобритании) — лазертаг, одна из его систем. Относится к аренному, скоростному типу (скорострельность — до 6 выстрелов в секунду).  Эта система до сих пор является самой распространённой на территории России, стран СНГ и Европы.

## История создания

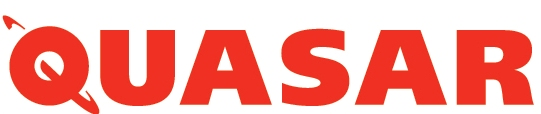
Quazar

Система Q-Zar была создана Джиофом Хазельхерстом (Geoff Haselhurst) в 1987 в Перте (Австралия), после чего была продана ирландской компании Leisure Corp. (интересно, что одним из основных инвесторов Leisure Corp. была рок-группа U-2) и названа Quasar (это название используется и по сей день в Великобритании и Ирландии). В связи с некоторыми осложнениями, возникшими при попытке зарегистрировать наименование Quasar в других странах, на международный рынок компания вышла уже с торговой маркой Q-Zar.

## Основные принципы игры
Основные принципы Q-Zar’a такие же, как и у других лазертагов: игроками используются классические жилеты в сочетании с бластерными автоматами. Перед началом игры с помощью станций перезарядки (Энерджайзера) амуниция (бластерный автомат) каждого игрока получает информацию о сценарии игры и, соответственно, об используемых параметрах (скорострельность, количество жизней, количество зарядов, дополнительные опции). После того, как у игрока заканчивается количество изначально данных ему зарядов или жизней, он должен перезарядить бластер на станции перезарядки. Одновременно с перезарядкой происходит обновление счёта в главном компьютере. Как станции перезарядки, так и базы питаются от сети переменного тока и связаны с главным компьютером при помощи изолированных кабелей. После завершения игры игроки получают индивидуальные распечатки с указанием количества поражений каждого игрока, количества сделанных им выстрелов и перезарядок и другой дополнительной информацией. Отличительной особенностью системы Q-Zar является её очень высокая скорострельность.

## Жилеты и модификации
Изначально, жилет представлял собой модульную конструкцию с ременными креплениями и металлическими вставками на груди и спине, на которых, в свою очередь, крепились сенсоры (датчики) поражения. Помимо датчиков поражения, в блоке заднего сенсора располагалась аккумуляторная батарея, в блоке переднего – чип и динамик. Бластер был небольшого размера (одноручный) и состоял из нескольких частей.
Следующей модификацией явился вариант Mark IIIB, в котором большая часть электронных компонентов была перенесена в увеличенный по размерам и весу бластер, рассчитанный на удержание двумя руками. В бластер также были перенесены динамик, чип, аккумуляторная батарея; также был впервые добавлен информационный ЖКИ-дисплей. В сенсорных блоках жилета остались только непосредственно датчики поражения. Принципиальная конструкция модульного жилета с ременными креплениями была сохранена.
Перед выходом на международный рынок под маркой Q-Zar, ИКИ был снова изменен. Форма бластера была сохранена, но материал корпуса был заменен на более легкий пластик, что позволило добиться существенного снижения веса. Также был изменен и дизайн жилета – на смену старому пришел пластиковый цветной жилет, стилизованный под «броню», с защитными плечевыми накладками. Этот дизайн ИКИ и получил наибольшее распространение в мире (и именно одна из версий этой модификации, а именно - Q-5, известна на российском рынке).
Изначально, жилет представлял собой модульную конструкцию с ременными креплениями и металлическими вставками на груди и спине, на которых, в свою очередь, крепились сенсоры (датчики) поражения. Помимо датчиков поражения, в блоке заднего сенсора располагалась аккумуляторная батарея, в блоке переднего – чип и динамик. Бластер был небольшого размера (одноручный) и состоял из нескольких частей.

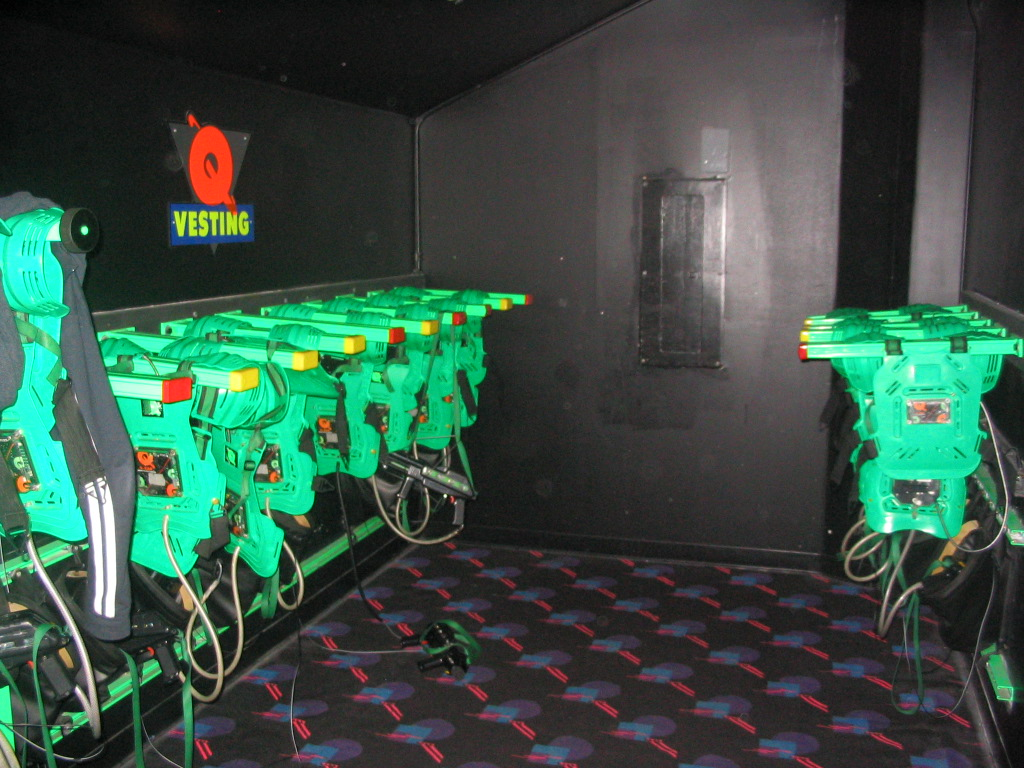

Позже, были разработаны еще три модификации, представлявшие собой новое поколение системы Q-Zar. Однако, ни одна из этих модификаций так и не была запущена в серийное производство:
1. (т.н. версия Q-6, 1994 г.), не пошла «в серию» по причине отказа компании в выкупе разработки (разработчик прототипа – техасская Heads Up Technologies – запросила за свою работу 2 млн. долл. США, на что получила отказ, а впоследствии представила разработанное оборудование под собственной торговой маркой LaserTrek),
2. т.н. Q-Kidz System, рассчитанная на использование детьми (единственная арена была открыта в UA Plaza в Далласе, Техас, и явилась полностью убыточной),
3. самая поздняя и масштабная (т.н. Q-Zar IQ), была свернута по причине банкротства и закрытия компании. По сообщениям очевидцев, система Q-Zar IQ, впервые представленная в 1995 году на международной выставке IAAPA в Новом Орлеане (и, кстати, удостоенная на этой выставке титула «Лучший продукт»), хотя и имела значительный успех в момент её презентации, характеризовалась значительным количеством программных проблем. При этом, Q-Zar IQ был уже радиофицированной системой и с программным обеспечением, работавшим под ОСWindows (а не DOS, как раньше). Единственная арена, оснащенная этой версией оборудования, функционировала в олимпийской деревне во время Олимпийских игр 1996 г. в Атланте (США).

## Иные модификации
- Q-2000 от Meno Electronics были сделаны попытки избежать некоторых проблем, характерных для «классического» Q-Zar (в основном, на программном уровне), которые, однако, нельзя назвать слишком уж удачными. Тем не менее, эти модификации позволили классифицировать Q-2000 как новый образец оборудования «Q-Семейства». Первые выпуски оборудования Q-2000 по внешнему виду практически не отличались от ИКИ Q-Zar, за исключением измененного логотипа – вместо стилизованной буквы “Q” на них использовался «фирменный» знак Meno - стилизованный значок радиоактивности. Впоследствии, внешний вид бластера и жилета был слегка доработан; в материале жилета стал применяться более легкий (но и более тонкий и подверженный повреждениям) пластик.
- Quasar Elite от Quasar Manufacturing Ltd., оборудование Quasar Elite представляет собой еще более глубокий апгрейд системы Q-Zar. При этом, основные усилия разработчиков были направлены, в первую очередь, на повышение надежности нового оборудования и легкости его обслуживания. Незначительно изменился дизайн бластера и был полностью переделан дизайн жилета (кардинально изменена его форма, заменены эластичные ремни, изменены цвета – так, вместо «классического» зеленого был введен синий). Изначально, пластик жилетов (сам материал) был аналогичным применяемому в системе Q-2000; затем его прочность была повышена.
- Q-Zar Systems (USA) объявила о разработке нового программного обеспечения, работавшего под ОС Windows, и о выпуске его бета-версии. Планировалось, что новое обеспечение будет лицензионным (платным) и сможет по желанию оператора арены заменить старое, рассчитанное под DOS. Также было объявлено о разработке дополнительных плечевых сенсоров (датчиков поражения). Однако, ни новое программное обеспечение, ни плечевые датчики в продажу не поступили и по сей день.

Модификации Q-zar Elite и Q-2000 на сегодняшний день являются самыми распространенными в России.
В настоящее время в России (Москве, Московской области и Санкт-Петербурге) и в Европе регулярно проводятся чемпионаты по Q-Zar.
А также Q-Zar имеется в городе Владивостоке и городе Казани.